# La Croisade maudite
Pour plus de détails, voir Fiche technique et Distribution.
La Croisade maudite (anglais : Gates to Paradise ; polonais : Bramy raju) est un film polonais réalisé par Andrzej Wajda, sorti en 1968. 
C'est l'adaptation du roman du même nom publié par Jerzy Andrzejewski en 1960. Il est en sélection officielle à la Berlinale 1968.

## Synopsis
Vers  1210, un jeune berger, Jacques de Cloys prêche une nouvelle croisade. Des centaines de jeunes gens quittent leurs villages en entendant l’appel et partent sur les routes pour libérer le tombeau du Christ. Un moine, compagnon de route, entend en confession quelques enfants au long du voyage.

## Fiche technique
- Titre français : La Croisade maudite
- Titre original anglais : Gates to Paradise
- Titre polonais : Bramy raju
- Titre serbo-croate : Vrata raja
- Réalisation : Andrzej Wajda
- Scénario : Jerzy Andrzejewski et Donald Kravanth d'après le roman de Jerzy Andrzejewski
- Pays d'origine : Pologne
- Format : Couleurs - 35 mm - 2,35:1 - Mono
- Genre : drame
- Durée : 89 minutes
- Date de sortie : 1968

## Distribution
- Lionel Stander : le moine
- Ferdy Mayne : le comte Ludovic de Vendôme
- Mathieu Carrière : Alexis Melissen
- Pauline Challoner : Blanche
- John Fordyce : Jacques de Cloyes
- Jenny Agutter : Maud de Cloyes